# Eva Siebenherz
Eva Siebenherz (* 11. Oktober 1959 in Dresden) ist eine deutsche Autorin, die mit ihrer Autobiografie Tränen aus Eis oder Das gestohlene Leben und als Gründerin des „Suchpools DDR-Bürger“ bekannt wurde.

## Leben und Wirken
Siebenherz begann bereits in ihrer Kindheit in der DDR mit dem Schreiben und nahm an Kinder- und Jugendliteraturwettbewerben teil. Ihre Beiträge erschienen in DDR-Jugendzeitschriften, darunter Trommel, FRÖSI, Neues Leben, ABC-Zeitung oder Eulenspiegel. Nach einer längeren Pause setzte sie ihre schriftstellerische Tätigkeit in den 1990er Jahren fort. 
Nach familiären Konflikten, einer frühen Eheschließung und der Geburt zweier Söhne wurde sie 1982 verhaftet und ihr wurde das Sorgerecht entzogen. Einer ihrer Söhne wurde zwangsweise zur Adoption freigegeben, der zweite zunächst in ein Kinderheim und später zum leiblichen Vater gebracht. Der Kontakt zu den Kindern brach ab.
1986 reiste Siebenherz nach Westdeutschland aus. Nach dem Fall der Mauer begann sie die Suche nach ihrem tot geglaubten Vater und ihren Söhnen, die sie 1995 beziehungsweise 2005 wiederfand.
Ab 1995 arbeitete sie an ihrer Autobiografie Tränen aus Eis, die 2007 veröffentlicht wurde. Sie handelt von ihrem Leben im Konflikt mit dem System der DDR und der folgenden Zwangsadoption ihrer Kinder. Auf der Website der Bundesstiftung zur Aufarbeitung der SED-Diktatur wird Tränen aus Eis bei den Materialien zur Heimerziehung in der DDR in der Rubrik Zeitzeugenberichte und Romane aufgeführt.
In der Folge erschienen weitere Texte, darunter ein Kinderbuch, satirische Märchen und ein Ratgeber für Auswanderer. Siebenherz arbeitete außerdem an einer Künstlerbiografie und plante einen Roman zu den Themenbereichen vermisste Personen und Folgen von Adoption.
Vor dem Hintergrund ihrer eigenen Erfahrungen gründete Siebenherz im Jahr 2008 den „Suchpool DDR-Bürger“ und suchte mit einem Team nach vermissten Menschen. 2009 wurde er in „Internationaler Personensuchpool“ umbenannt und erweiterte sein Tätigkeitsfeld entsprechend. Bis Mitte 2012 wurden dort rund 1500 vermisste Personen gefunden.
2011 war Siebenherz Mitbegründerin der internationalen Vermisstendatenbank „MissingScout“. Daneben betrieb sie weitere Websites mit Informationen zu Themen der Personensuche und Adoption. Ab 2014 zog sie sich aus der Leitung ihrer Informations-Websites zurück.
Zwischen 2015 und 2017 veröffentlichte Siebenherz mehrere Sachbuchreihen, darunter Das Kinderheim-Verzeichnis Deutschland (16 Bände), Umbenannte Straßen in … (22 Bände, nach Bundesländern gegliedert), Das Schul- und Heimverzeichnis Schweiz (25 Bände), Das Kinderheim-Verzeichnis Österreich sowie Untergegangene Orte/Verschwundene Dörfer (Deutschland und Tschechien). Einige dieser Werke erschienen auch in englischer Sprache.
Im Juli 2025 erschien zuletzt Gott trägt manchmal Jeans im Selbstverlag.
Eva Siebenherz lebt mit ihrer neuen Familie in Österreich.

## Werke (Auswahl)
- Tränen aus Eis oder Das gestohlene Leben. Autobiografie. 2. Aufl., Trafo Verlag, Berlin 2008, ISBN 978-3-89626-649-1.
  - Tears of Ice or The Stolen Life. Lulu.com, 2020, ISBN 978-0244571191 (englische Ausgabe).
- Das abenteuerliche Leben der Mieze Paula. Kinderbuch. Trafo Verlag, Berlin 2007, ISBN 978-3-89626-746-7.
- Mieze Paula wandert aus. Kinderbuch. CreateSpace Independent Publishing Platform 2015, ISBN 978-1519555311.
- Die sieben Masken des Teufels oder Bin ich ich?. CreateSpace Independent Publishing Platform 2017, ISBN 978-1536909531.
- Vermello, der Wanderkater. Teil 1: Kastanien & Seifenblasen. CreateSpace Independent Publishing Platform 2017, ISBN 978-1544157665.
- Gott trägt manchmal Jeans. Independently Published, 2025, ISBN 979-8292055556.